# Pansemal
Pansemal è una suddivisione dell'India, classificata come nagar panchayat, di 10.745 abitanti, situata nel distretto di Barwani, nello stato federato del Madhya Pradesh. In base al numero di abitanti la città rientra nella classe IV (da 10.000 a 19.999 persone).

## Geografia fisica
La città è situata a 21° 38' 60 N e 74° 42' 0 E e ha un'altitudine di 241 m s.l.m..

## Società

### Evoluzione demografica
Al censimento del 2001 la popolazione di Pansemal assommava a 10.745 persone, delle quali 5.553 maschi e 5.192 femmine. I bambini di età inferiore o uguale ai sei anni assommavano a 1.795, dei quali 908 maschi e 887 femmine. Infine, coloro che erano in grado di saper almeno leggere e scrivere erano 6.341, dei quali 3.792 maschi e 2.549 femmine.